# 1824 w polityce

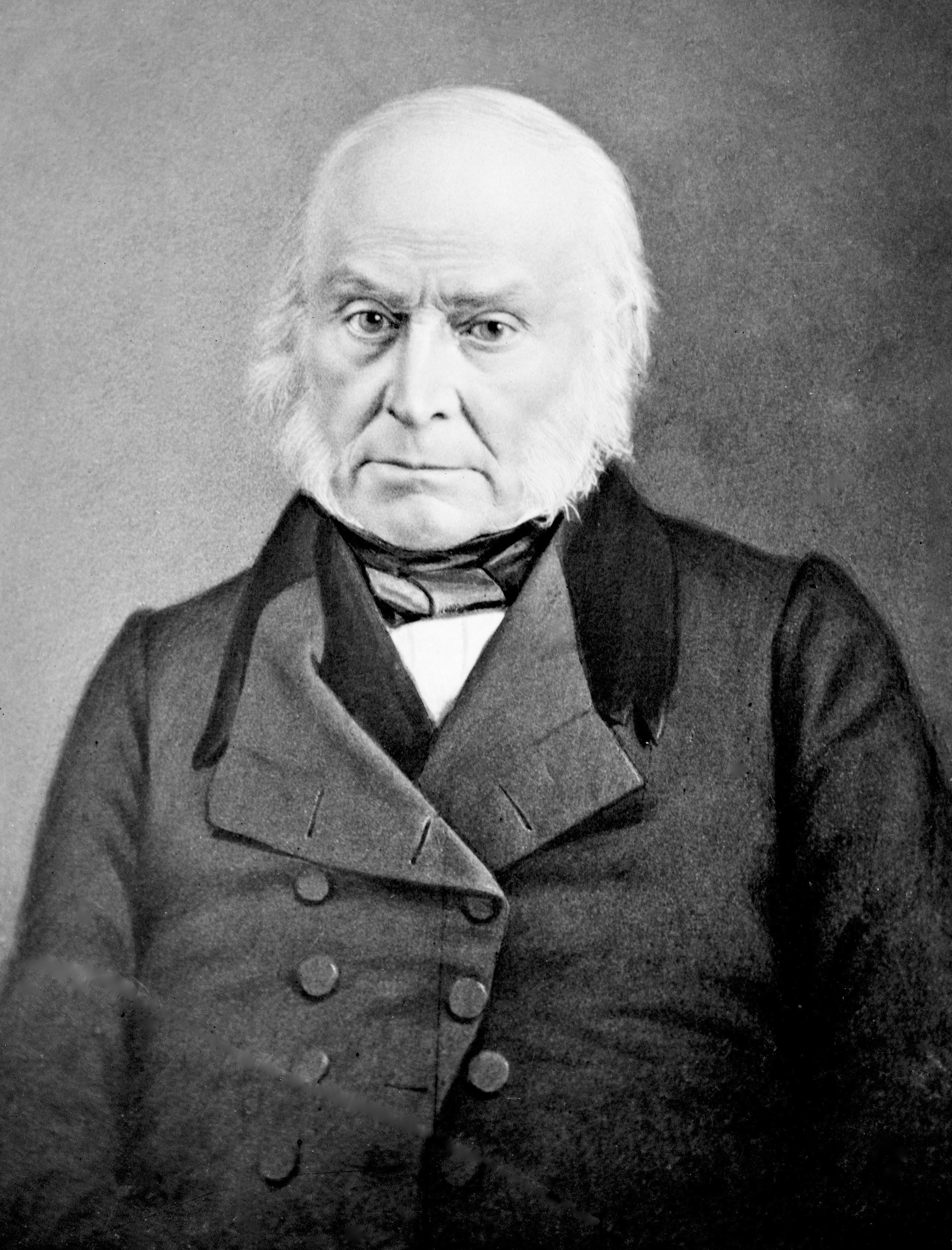
John Quincy Adams

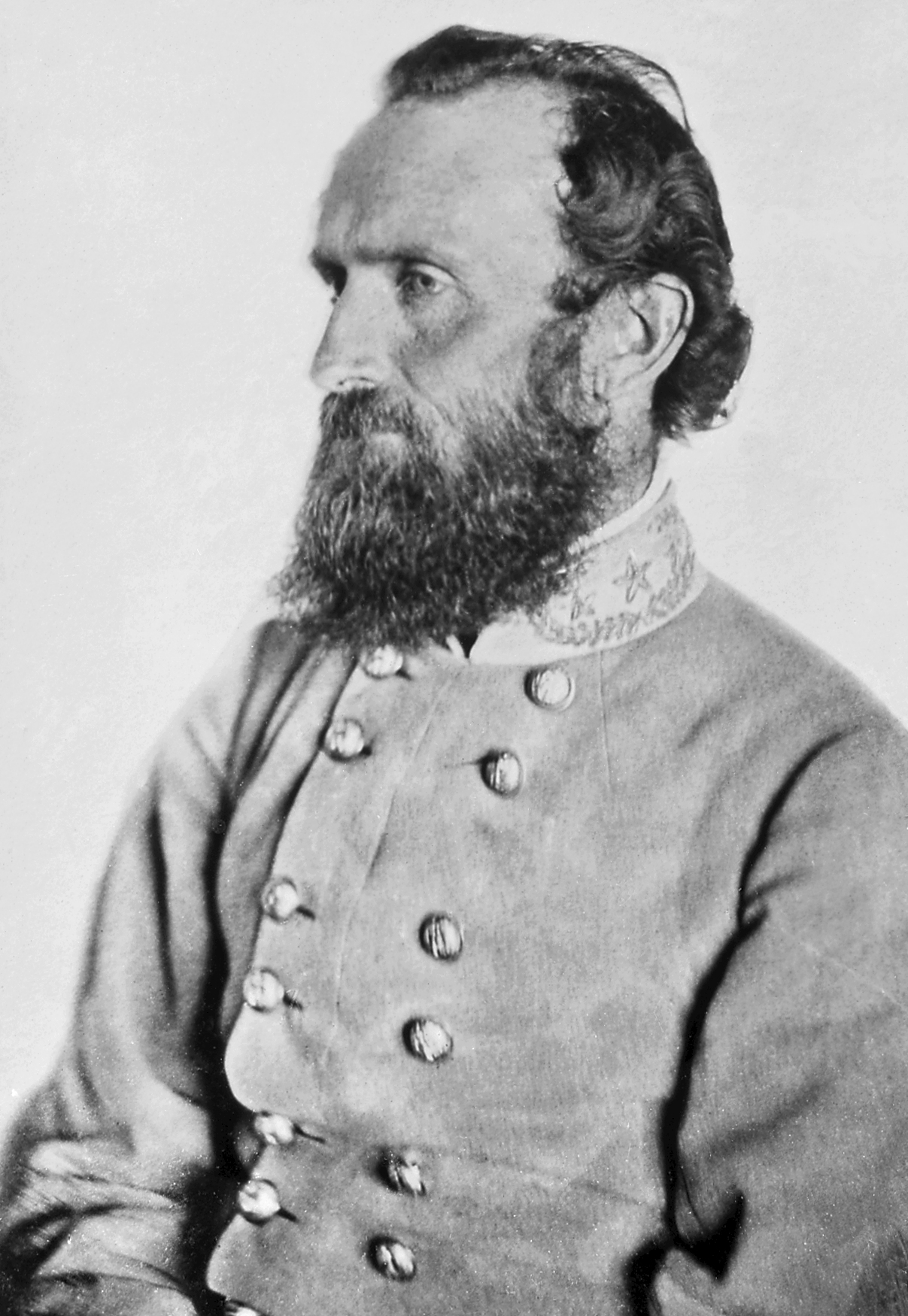
Generał Thomas "Stonewall" Jackson

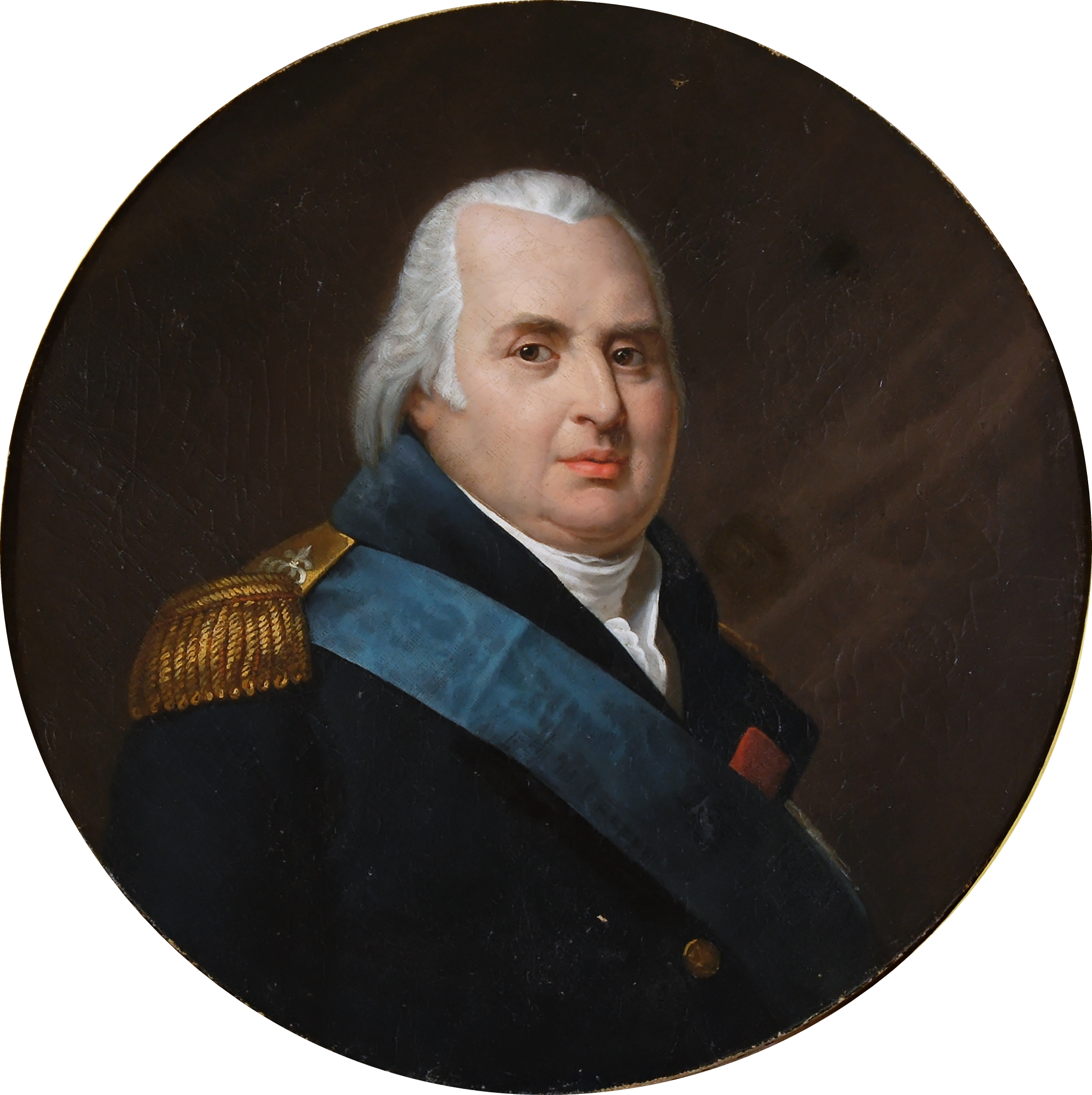
Ludwik XVIII, król Francji

Wydarzenia polityczne w 1824 roku.

## Wydarzenia
- Wybory prezydenckie w Stanach Zjednoczonych. Prezydentem został John Quincy Adams[1].
- 10 lutego - Kongres w Limie ogłosił Simona Bolivara dyktatorem Peru[2].
- 29 lutego - Wojna o niepodległość Peru: wojska rojalistów zajęły Limę, w następstwie czego prezydent republiki Jose Bernardo de Torre Tagle wydał proklamację wierności królowi Hiszpanii Ferdynandowi VII - upadek I Republiki Peru[3].
- 6 sierpnia Bitwa w dolinie Junin podczas wojny o niepodległość Peru[4].
- 4 października - Kongres w Meksyku uchwalił Konstytucję Stanów Zjednoczonych Meksyku jako państwa federalnego złożonego z 4 terytoriów i 19 stanów[5].
- 9 grudnia - Wojna o niepodległość Peru: po decydującym zwycięstwie patriotów nad rojalistami w bitwie pod Ayacucho rojalistyczny generał José de Canterac podpisuje przed dowódcą patriotów Antonio José de Sucre kapitulację z Ayacucho, przekazującą całe Peru patriotom[6].

## Urodzili się
- 21 stycznia Thomas Jackson, zwany "Stonewall", amerykański generał[7].
- 8 sierpnia Maria Romanowa, cesarzowa Rosji[8].

## Zmarli
- 1 stycznia Wincenty Maria Strambi, włoski święty[9].
- 13 marca Maria Ludwika Burbon, królowa Etrurii[10].
- 28 marca Hans Nielsen Hauge, norweski reformator religijny[11].
- 11 kwietnia Jean-Baptiste Drouet, francuski rewolucjonista, który odegrał ważną rolę w aresztowaniu króla Ludwika XVI[12].
- 4 czerwca Cipriano Ribeiro Freire, polityk portugalski[13].
- 18 czerwca Ferdynand III, książę Toskanii[14].
- 19 lipca - Augustyn I, wojskowy meksykański, były cesarz Meksyku został rozstrzelany (ur. 1783)[15]
- 16 września Ludwik XVIII, król Francji[16].